# Tennis-Bundesliga 2017
Die Tennis-Bundesliga 2017 bestand aus drei Ligen, in denen bei den Herren, Damen und Herren 30 jeweils zwischen sieben und 10 Mannschaften um die Titel der Deutschen Mannschaftsmeister kämpften. Es handelte sich dabei um die 1. Bundesliga Herren, die 1. Bundesliga Damen und die 1. Bundesliga Herren 30. Daneben gab es bei den Damen und Herren als direkten Unterbau die 2. Bundesliga Herren und die 2. Bundesliga Damen.
Deutsche Mannschaftsmeister im Tennis wurden 2017 der TC Blau-Weiss Halle bei den Herren, der TC Rot-Blau Regensburg bei den Damen sowie der TV Espelkamp-Mittwald bei den Herren der Altersklasse 30.

## Organisation
Die Tennis-Bundesligen in Deutschland werden vom Deutschen Tennis Bund mit Sitz in Hamburg veranstaltet und organisiert. Grundlage für die Durchführung sind neben den Tennisregeln der ITF, die Turnierordnung des DTB sowie das Bundesliga-Statut.

## Namenssponsoren
Namenssponsor der 1. und 2. Tennis-Bundesliga der Herren war 2017 der Online-Tennis-Versandhändler Tennispoint. Die Bundesligen der Damen und Herren 30 hatten 2017 keinen Namenssponsor.

## Tennis-Bundesliga der Herren 2017

### 1. Tennis-Bundesliga der Herren
Nach einer einjährigen Unterbrechung konnte der TC Blau-Weiss Halle 2017 erneut und zum insgesamt fünften Mal die Tennis-Bundesliga der Herren und damit die deutsche Meisterschaft gewinnen.
Da der Bremerhavener TV 1905 auf sein Aufstiegsrecht verzichtet hatte, wurde die Bundesliga mit neun anstelle von zehn Mannschaften ausgetragen und es gab mit dem TK Blau-Weiss Aachen nur einen Absteiger in die zweite Bundesliga.
|     | Mannschaft                  | Begegnungen | Punkte | Matches | Sätze | Spiele  |
| --- | --------------------------- | ----------- | ------ | ------- | ----- | ------- |
| 01. | TC Blau-Weiss Halle         | 8           | 14:2   | 33:15   | 70:43 | 521:446 |
| 02. | TK Grün-Weiss Mannheim      | 8           | 11:5   | 27:21   | 68:54 | 500:466 |
| 03. | TK Kurhaus Aachen           | 8           | 9:7    | 27:21   | 63:52 | 479:445 |
| 04. | Rochusclub Düsseldorf       | 8           | 9:7    | 26:22   | 62:54 | 476:441 |
| 05. | HTC Blau-Weiß Krefeld       | 8           | 8:8    | 24:24   | 57:62 | 454:474 |
| 06. | TC Weinheim (A)             | 8           | 7:9    | 20:28   | 52:62 | 455:463 |
| 07. | Badwerk Gladbacher HTC (M)  | 8           | 6:10   | 22:26   | 55:58 | 473:492 |
| 08. | Kölner THC Stadion Rot-Weiß | 8           | 6:10   | 21:27   | 50:59 | 451:481 |
| 09. | TK Blau-Weiss Aachen        | 8           | 2:14   | 16:32   | 41:74 | 423:524 |

### 2. Tennis-Bundesliga der Herren
In der zweiten Bundesliga Nord gewann der TC Blau-Weiss Neuss überlegen die Meisterschaft und sicherte sich damit den direkten Wiederaufstieg in die erste Bundesliga.
Im Süden gewann der TV Reutlingen ebenfalls ungeschlagen und setzte sich somit im Meisterschafts- und Aufstiegsrennen knapp gegen den TC Großhesselohe durch. Im direkten Duell der beiden bis dato ungeschlagenen Mannschaften am vorletzten Spieltag gewannen die Reutlinger knapp mit 5:4 und erzielten damit den letztlich entscheidenden Vorteil.

#### 2. Tennis-Bundesliga Nord
|     | Mannschaft                | Begegnungen | Punkte | Matches | Sätze  | Spiele  |
| --- | ------------------------- | ----------- | ------ | ------- | ------ | ------- |
| 01. | TC Blau-Weiss Neuss (A)   | 8           | 16:00  | 51:21   | 113:53 | 784:553 |
| 02. | Tennispark Versmold (N)   | 8           | 10:06  | 39:33   | 91:80  | 715:677 |
| 03. | TC Iserlohn               | 8           | 10:06  | 36:36   | 79:83  | 661:674 |
| 04. | Suchsdorfer SV v. 1921    | 8           | 08:08  | 38:34   | 90:85  | 678:661 |
| 05. | LTTC Rot-Weiß Berlin (N)  | 8           | 08:08  | 33:39   | 73:92  | 643:709 |
| 06. | Bielefelder TTC           | 8           | 08:08  | 32:40   | 79:96  | 665:724 |
| 07. | Der Club an der Alster    | 8           | 06:10  | 31:41   | 81:95  | 658:731 |
| 08. | TC 1899 Blau-Weiss Berlin | 8           | 04:12  | 35:37   | 82:84  | 681:695 |
| 09. | Oldenburger TeV           | 8           | 02:14  | 29:43   | 78:98  | 666:727 |

#### 2. Tennis-Bundesliga Süd
|     | Mannschaft                 | Begegnungen | Punkte | Matches | Sätze  | Spiele  |
| --- | -------------------------- | ----------- | ------ | ------- | ------ | ------- |
| 01. | TV Reutlingen              | 8           | 16:00  | 51:21   | 108:53 | 745:590 |
| 02. | TC Großhesselohe           | 8           | 14:02  | 52:20   | 112:57 | 779:594 |
| 03. | TC Wolfsberg Pforzheim     | 8           | 10:06  | 36:36   | 94:82  | 723:640 |
| 04. | TC Blau Weiß Oberweier (N) | 8           | 08:08  | 36:36   | 86:83  | 696:700 |
| 05. | BASF TC Ludwigshafen       | 8           | 08:08  | 33:39   | 77:90  | 687:741 |
| 06. | TSV 1860 Rosenheim (N)     | 8           | 06:10  | 40:32   | 87:82  | 693:677 |
| 07. | SpVgg Hainsacker           | 8           | 06:10  | 35:37   | 81:85  | 699:713 |
| 08. | TC Weiß-Blau Würzburg (N)  | 8           | 04:12  | 25:47   | 68:103 | 629:747 |
| 09. | TC Ismaning (N)            | 8           | 00:16  | 16:56   | 39:117 | 555:804 |

## Tennis-Bundesliga der Herren 30 2017

### 1. Tennis-Bundesliga der Herren 30
Der TV Espelkamp-Mittwald entthronte den Meister der letzten drei Jahre, den Ratinger TC Grün-Weiß mit 7:2 im Finale der Endrunde und revanchierte sich somit auch für die Niederlage in der Gruppenphase, in der man den Ratingen noch den Vortritt lassen musste. Espelkamp-Mittwald gewann damit als Aufsteiger direkt die deutsche Meisterschaft.

#### Finalrunde
|  | Halbfinale                | Halbfinale                    | Halbfinale | Halbfinale | Halbfinale |  |  | Finale                    | Finale                        | Finale | Finale | Finale |
|  |                           |                               |            |            |            |  |  |                           |                               |        |        |        |
|  |                           |                               |            |            |            |  |  |                           |                               |        |        |        |
|  | Jacobi & Partner Ratingen | Jacobi & Partner Ratingen (M) | 6          | 12         | 71         |  |  |                           |                               |        |        |        |
|  | TC Großhesselohe.svg      | TC Großhesselohe              | 3          | 8          | 81         |  |  |                           |                               |        |        |        |
|  |                           |                               |            |            |            |  |  | Jacobi & Partner Ratingen | Jacobi & Partner Ratingen (M) | 2      | 5      | 63     |
|  |                           |                               |            |            |            |  |  | TV Espelkamp Mittwald     | TV Espelkamp-Mittwald (A)     | 7      | 14     | 95     |
|  | ST Lohfelden              | ST Lohfelden                  | 2          | 4          | 62         |  |  |                           |                               |        |        |        |
|  | TV Espelkamp Mittwald     | TV Espelkamp-Mittwald (A)     | 7          | 15         | 104        |  |  |                           |                               |        |        |        |
|  |                           |                               |            |            |            |  |  |                           |                               |        |        |        |

#### 1. Tennis-Bundesliga Nord
|     | Mannschaft                    | Begegnungen | Punkte | Matches | Sätze | Spiele  |
| --- | ----------------------------- | ----------- | ------ | ------- | ----- | ------- |
| 01. | Jacobi & Partner Ratingen (M) | 6           | 12:00  | 39:15   | 85:36 | 549:389 |
| 02. | TV Espelkamp-Mittwald (A)     | 6           | 10:02  | 41:13   | 87:37 | 592:361 |
| 03. | TC Raadt e.V. Mülheim         | 6           | 08:04  | 32:22   | 69:49 | 489:401 |
| 04. | RTHC Bayer Leverkusen         | 6           | 06:06  | 26:28   | 60:64 | 465:492 |
| 05. | STV Wilhelmshaven             | 6           | 04:08  | 20:34   | 47:74 | 445:546 |
| 06. | TC Parkhaus Wanne-Eickel      | 6           | 02:10  | 17:37   | 42:77 | 370:518 |
| 07. | THC Ahrensburg (A)            | 6           | 00:12  | 14:40   | 34:87 | 373:576 |

#### 1. Tennis-Bundesliga Süd
|     | Mannschaft            | Begegnungen | Punkte | Matches | Sätze | Spiele  |
| --- | --------------------- | ----------- | ------ | ------- | ----- | ------- |
| 01. | ST Lohfelden          | 6           | 10:02  | 37:17   | 82:45 | 561:453 |
| 02. | TC Großhesselohe      | 6           | 08:04  | 35:19   | 80:43 | 573:415 |
| 03. | MTTC Iphitos München  | 6           | 08:04  | 29:25   | 66:60 | 501:478 |
| 04. | SC SaFo Frankfurt     | 6           | 06:06  | 28:26   | 59:63 | 474:480 |
| 05. | TC Dachau (A)         | 6           | 06:06  | 27:27   | 61:63 | 500:517 |
| 06. | TC Thyrnau-Kellberg   | 6           | 02:10  | 22:32   | 51:69 | 462:520 |
| 07. | TA TSV Bietigheim (A) | 6           | 02:10  | 11:43   | 34:90 | 375:583 |

## Tennis-Bundesliga der Damen 2017

### 1. Tennis-Bundesliga der Damen
Der TC Rot-Blau Regensburg verteidigte souverän seinen Titel vor dem Aufsteiger des TK Blau-Weiss Aachen. Die Entscheidung fiel beim direkten Aufeinandertreffen am fünften Spieltag, an dem die Regensburgerinnen den Aachenerinnen beim klaren 8:1-Sieg keine Chance ließen.
Die beiden anderen Aufsteiger des TC Radolfzell und des TC 1899 Blau-Weiss Berlin stiegen dagegen direkt wieder ab.
|     | Mannschaft                     | Begegnungen | Punkte | Matches | Sätze | Spiele  |
| --- | ------------------------------ | ----------- | ------ | ------- | ----- | ------- |
| 01. | Eckert Tennis Team Regensburg  | 6           | 12:0   | 42:12   | 88:35 | 578:389 |
| 02. | TK Blau-Weiss Aachen (A)       | 6           | 10:2   | 31:23   | 70:51 | 528:448 |
| 03. | Der Club an der Alster Hamburg | 6           | 6:6    | 30:24   | 67:56 | 512:458 |
| 04. | TEC Waldau                     | 6           | 6:6    | 25:29   | 59:66 | 475:494 |
| 05. | TC Rüppurr Karlsruhe           | 6           | 4:8    | 28:26   | 65:57 | 501:478 |
| 06. | TC Radolfzell (A)              | 6           | 4:8    | 18:36   | 50:83 | 434:555 |
| 07. | TC 1899 Blau-Weiss Berlin (A)  | 6           | 0:12   | 15:39   | 36:87 | 374:580 |

### 2. Tennis-Bundesliga der Damen
Der DTV Hannover gewann ohne Niederlage die zweite Bundesliga Nord und sicherte sich neben der Meisterschaft auch den direkten Wiederaufstieg in die erste Bundesliga.
In der zweiten Bundesliga Süd setzte sich der BASF TC Ludwigshafen trotz einer Niederlage vor dem TC Großhesselohe durch und stieg ebenfalls in die Bundesliga auf.

#### 2. Tennis-Bundesliga Nord
|     | Mannschaft                 | Begegnungen | Punkte | Matches | Sätze | Spiele  |
| --- | -------------------------- | ----------- | ------ | ------- | ----- | ------- |
| 01. | DTV Hannover (A)           | 6           | 12:00  | 48:6    | 97:15 | 629:293 |
| 02. | Marienburger SC (N)        | 6           | 10:02  | 39:15   | 81:38 | 549:399 |
| 03. | LTTC Rot-Weiß Berlin (N)   | 6           | 08:04  | 30:24   | 67:56 | 501:505 |
| 04. | TC Moers 08 (A)            | 6           | 06:06  | 29:25   | 64:53 | 507:439 |
| 05. | TC Union Münster (N)       | 6           | 04:08  | 22:32   | 49:70 | 449:528 |
| 06. | THC von Horn und Hamm (N)  | 6           | 02:10  | 10:44   | 28:90 | 381:596 |
| 07. | SV Zehlendorfer Wespen (N) | 6           | 00:12  | 11:43   | 28:92 | 330:586 |

#### 2. Tennis-Bundesliga Süd
|     | Mannschaft                      | Begegnungen | Punkte | Matches | Sätze | Spiele  |
| --- | ------------------------------- | ----------- | ------ | ------- | ----- | ------- |
| 01. | BASF TC Ludwigshafen            | 6           | 10:02  | 38:16   | 81:42 | 567:404 |
| 02. | TC Großhesselohe                | 6           | 08:04  | 36:18   | 74:48 | 511:458 |
| 03. | TC Olympia Lorsch               | 6           | 08:04  | 29:25   | 71:58 | 526:436 |
| 04. | TC BW Dresden-Blasewitz (N)     | 6           | 06:06  | 27:27   | 62:62 | 484:495 |
| 05. | TC Blau-Weiß Vaihingen-Rohr (N) | 6           | 06:06  | 25:29   | 58:68 | 492:516 |
| 06. | GW Luitpoldpark München         | 6           | 04:08  | 24:30   | 57:65 | 457:488 |
| 07. | TC Blau-Weiß Würzburg           | 6           | 00:12  | 10:44   | 31:91 | 350:590 |